# Tlacotepec de Benito Juárez
Tlacotepec de Benito Juárez là một đô thị thuộc bang Puebla, México. Năm 2005, dân số của đô thị này là 44579 người.